# Lilly McElroy
Lilly McElroy (* 1980 in Willcox, Süd-Arizona) ist eine US-amerikanische Fotografin und Aktionskünstlerin.

## Leben und Werk
Lilly McElroy wuchs als Tochter eines Falkenjägers in Willcox auf.
Sie absolvierte ihr Fotografie-Studium 2003 an der University of Arizona in Tucson und 2006 am SAIC – School of the Art Institute Chicago. Als Artist in Residence studierte sie 2006 an der Skowhegan School of Painting and Sculpture, Skowhegan.
McElroy arbeitet mit den Medien Fotografie, Video und Installation.

### I Throw Myself at Men
Bekannt wurde sie durch ihre Aktion I Throw Myself at Men. Zwischen 2006 und 2008 warf sich McElroy ungefähr 50 ihr unbekannten Männern in die Arme, die sie zuvor in Bars und Clubs in Chicago und Kansas City direkt angesprochen hatte. Auf ihre Frage: „Kann ich mich auf sie werfen?“ sagten die meisten ja. Dabei hatten sie die Anweisung, nicht in die Knie zu gehen und die Wahl, McElroy im Sprung entweder aufzufangen oder nicht. Ein Freund fotografierte den Moment des Zusammenstoßes. Die Werkschauhalle Leipzig zeigte 2008 eine Fotoserie von McElroys 14 Favoriten.

## Zitat
„Ich finde es traurig, dass wir nur in der virtuellen Realität unsere Hemmungen ablegen und im echten Leben immer größere Berührungsängste kultivieren.

Ich möchte Verbindungen mit Menschen herstellen, egal in welchem Kontext (...) Entweder stelle ich eine Verbindung her, oder mache daraus irgend eine Erfahrung.“

## Ausstellungen, Projekte, Performances (Auswahl)
| - 2000 Spring Show – Solar Culture Gallery, Tucson - 2003 Locations – Lionel Romback Gallery Solo Exhibition, Tucson - 2004 Last Show – Flash Gallery, Tucson - 2005 Wish/Alchemy – Center of Contemporary Art, Seattle - 2006 WPA/C's Experimental Media Series – Cowboys, Clichés, Codes, and Conspiracies, Corcoran Gallery of Art, Washington, DC - 2006 Show me that you love me (Video) - 2007 Lilly invites you to watch the sunset with her – Roger Smith Lab Gallery NY - 2008 8th International Photographic Triennial – Tampere | - 2008 I throw myself at men – Thomas Robertello Gallery, Chicago - 2008 Three Hours Between Planes – Werkschauhalle Leipzig - 2009 Fotofestiwal Łódź, Lodz - 2009 Gravity Buffs – Thomas Robertello Gallery, Chicago - 2009 I kicked a dog. – Hudson D. Walker Gallery, Provincetown, MA - 2010 2009 Was A Rough Year Project - 2010 Framed – Indianapolis Museum of Art, Indianapolis - 2011 Lilly McElroy – Southeastern Center for Contemporary Art (SECCA), Winston-Salem, NC - 2012 Contemporary Relationships – Indiana University Art Museum, Bloomington, IN |